# Gregorio Vilatela
Gregorio Vilatela Abad (Villel del Romeral, Teruel, 9 de mayo de 1885 - Zaragoza, 10 de agosto de 1936) fue un político y abogado criminalista español.
Licenciado en Filosofía y Letras y en Derecho por la Universidad Central de Madrid. Se estableció como abogado en Teruel. Durante la dictadura de Primo de Rivera fue diputado provincial, integrándose pronto en los movimientos republicanos turolenses al final del reinado de Alfonso XIII. Formó parte del Comité de la Conjunción Republicano-Socialista, siendo elegido Diputado a las Cortes Constituyentes de 1931 que redactarían la Constitución de la Segunda República. Después siguió un largo periplo de ubicación política: se incorporó en el Partido Radical Socialista; luego en 1933, siguió a Marcelino Domingo en la escisión del partido, siendo cofundador del Partido Radical-Socialista Independiente, para pasar después a Izquierda Republicana. Hasta 1933 dirigió el trisemanario República, fundado el 31 de mayo de 1931, órgano de expresión de la Conjunción en Teruel.
En las elecciones de 1936, de nuevo fue elegido diputado por la provincia de Teruel en las listas del Frente Popular, 
Después del golpe de Estado que dio lugar a la Guerra Civil, fue detenido en Teruel, trasladado a Zaragoza y fusilado allí por las tropas franquistas.